# Liste der Kulturdenkmale in Neuenbrook
In der Liste der Kulturdenkmale in Neuenbrook sind alle Kulturdenkmale der schleswig-holsteinischen Gemeinde Neuenbrook (Kreis Steinburg) aufgelistet (Stand: 30. Juni 2025).

## Legende
In den Spalten befinden sich folgende Informationen:
- Objekt-ID: die Nummer des Kulturdenkmales
- Lage: die Adresse des Kulturdenkmales und die geographischen Koordinaten. Kartenansicht, um Koordinaten zu setzen. In der Kartenansicht sind Kulturdenkmale ohne Koordinaten mit einem roten Marker dargestellt und können in der Karte gesetzt werden. Kulturdenkmale ohne Bild sind mit einem blauen Marker gekennzeichnet, Kulturdenkmale mit Bild mit einem grünen Marker.
- Offizielle Bezeichnung: Bezeichnung des Kulturdenkmales
- Beschreibung: die Beschreibung des Kulturdenkmales
- Bild: ein Bild des Kulturdenkmales

## Sachgesamtheiten
| Objekt-ID      | Lage                                                                     | Offizielle Bezeichnung   | Beschreibung | Bild                             |
| -------------- | ------------------------------------------------------------------------ | ------------------------ | --- | -------------------------------- |
| 41048 Wikidata | Hauptstraße (53° 51′ 37″ N, 9° 32′ 1″ O)                                 | Kirche St. Katherinen    | Aktualisierung vorgesehen - Begründung: geschichtlich, künstlerisch, städtebaulich, Kulturlandschaft prägend - Schutzumfang: Kirche St. Katherinen mit Ausstattung, Kirchhof, Grabmale bis 1870, Lindenkranz | weitere Fotos \| Fotos hochladen |
| 37414 Wikidata | West 3, 13, 21, 29, 33, 35, 39, 41, 44, 45 (53° 51′ 37″ N, 9° 30′ 49″ O) | Siedlung Neuenbrook West | Siedlung Neuenbrook West, auf Gründung im 13. Jh. zurückgehende regulare Anlage und Eindeichung, giebelständige Fachhallenhäuser des 17. Jhs., Erweiterungen und Folgebestand des 19. u. frühen 20. Jhs. - Begründung: geschichtlich, wissenschaftlich, Kulturlandschaft prägend - Schutzumfang: Fachhallenkate mit Nebengebäude (West 3), Fachhallenhäuser (West 13, 21, 29, 33 (mit gepflasterten Hofplatz), 35, 39, 41, 44, 45) | BW                               |

## Bauliche Anlagen
| Objekt-ID      | Lage                                     | Offizielle Bezeichnung                | Beschreibung | Bild                             |
| -------------- | ---------------------------------------- | ------------------------------------- | --- | -------------------------------- |
| 4102 Wikidata  | Hauptstraße (53° 51′ 37″ N, 9° 32′ 1″ O) | Kirche St. Katherinen mit Ausstattung | Alteintragung (Aktualisierung vorgesehen) - Begründung: geschichtlich, künstlerisch, städtebaulich - Schutzumfang: gesamtes Objekt - Denkmaltyp: Bauliche Anlage, Sachgesamtheit: Kirche St. Katherinen | weitere Fotos \| Fotos hochladen |
| 9840 Wikidata  | West 21 (53° 51′ 39″ N, 9° 31′ 18″ O)    | Kate                                  | Fachhallenkate vermutlich 17. Jh., giebelständig mit reetgedeckten Satteldach, Backsteinaußenmauern 19. Jh. - Begründung: geschichtlich, Kulturlandschaft prägend - Schutzumfang: gesamtes Objekt - Denkmaltyp: Bauliche Anlage, Sachgesamtheit: Siedlung Neuenbrook West                                                        | BW                               |
| 6895 Wikidata  | West 29 (53° 51′ 37″ N, 9° 30′ 53″ O)    | Fachhallenhaus                        | Fachhallenhaus von 1560, giebelständig mit eternitgedeckten Satteldach, Backsteinaußenmauern 19. Jh. - Begründung: geschichtlich, wissenschaftlich, Kulturlandschaft prägend - Schutzumfang: gesamtes Objekt - Denkmaltyp: Bauliche Anlage, Sachgesamtheit: Siedlung Neuenbrook West                                             | Fotos hochladen                  |
| 6776 Wikidata  | West 33 (53° 51′ 36″ N, 9° 30′ 42″ O)    | Fachhallenhaus                        | Alteintragung (Aktualisierung vorgesehen) - Begründung: geschichtlich, wissenschaftlich, Kulturlandschaft prägend - Schutzumfang: Alteintragung (Aktualisierung vorgesehen) - Denkmaltyp: Bauliche Anlage, Sachgesamtheit: Siedlung Neuenbrook West                                                                              | BW                               |
| 28277 Wikidata | West 33 (53° 51′ 36″ N, 9° 30′ 44″ O)    | gepflasterter Hofplatz                | Alteintragung (Aktualisierung vorgesehen) - Begründung: geschichtlich, Kulturlandschaft prägend - Schutzumfang: Alteintragung (Aktualisierung vorgesehen) - Denkmaltyp: Bauliche Anlage, Sachgesamtheit: Siedlung Neuenbrook West                                                                                                | BW                               |
| 6897 Wikidata  | West 35 (53° 51′ 36″ N, 9° 30′ 34″ O)    | Fachhallenhaus                        | Fachhallenhaus im Kern vermutlich 17./18. Jh., giebelständig mit eternitgedeckten Satteldach, Backsteinaußenmauern 1887, Stuckgliederung - Begründung: geschichtlich, Kulturlandschaft prägend - Schutzumfang: gesamtes Objekt - Denkmaltyp: Bauliche Anlage, Sachgesamtheit: Siedlung Neuenbrook West                           | BW                               |
| 6898 Wikidata  | West 39 (53° 51′ 35″ N, 9° 30′ 18″ O)    | Fachhallenhaus                        | Alteintragung (Aktualisierung vorgesehen) - Begründung: geschichtlich, wissenschaftlich, Kulturlandschaft prägend - Schutzumfang: Alteintragung (Aktualisierung vorgesehen) - Denkmaltyp: Bauliche Anlage, Sachgesamtheit: Siedlung Neuenbrook West                                                                              | BW                               |
| 6900 Wikidata  | West 44 (53° 51′ 33″ N, 9° 29′ 55″ O)    | Fachhallenhaus                        | Fachhallenhaus im Kern vermutlich 17. Jh., giebelständig mit reetgedeckten Halbwalmdach, Backsteinaußenmauern 19. Jh., Querflügel und Erker 1916 - Begründung: geschichtlich, wissenschaftlich, Kulturlandschaft prägend - Schutzumfang: gesamtes Objekt - Denkmaltyp: Bauliche Anlage, Sachgesamtheit: Siedlung Neuenbrook West | BW                               |
| 6901 Wikidata  | West 45 (53° 51′ 33″ N, 9° 29′ 51″ O)    | Fachhallenhaus                        | Fachhallenhaus im Kern 1680/81, giebelständig mit reetgedeckten Satteldach, Backsteinaußenmauern um 1900 und jünger - Begründung: geschichtlich, wissenschaftlich, Kulturlandschaft prägend - Schutzumfang: gesamtes Objekt - Denkmaltyp: Bauliche Anlage, Sachgesamtheit: Siedlung Neuenbrook West                              | BW                               |

## Gründenkmale
| Objekt-ID      | Lage                                     | Offizielle Bezeichnung | Beschreibung | Bild            |
| -------------- | ---------------------------------------- | ---------------------- | --- | --------------- |
| 10239 Wikidata | Hauptstraße (53° 51′ 36″ N, 9° 32′ 2″ O) | Kirchhof               | Alteintragung (Aktualisierung vorgesehen) - Begründung: geschichtlich, Kulturlandschaft prägend - Schutzumfang: Kirchhof, Grabmale bis 1870, Lindenkranz - Denkmaltyp: Gründenkmal, Sachgesamtheit: Kirche St. Katherinen | Fotos hochladen |

## Ehemalige Kulturdenkmale
| Objekt-ID | Lage                                  | Offizielle Bezeichnung | Beschreibung | Bild            |
| --------- | ------------------------------------- | ---------------------- | --- | --------------- |
|           | West 36 (53° 51′ 36″ N, 9° 30′ 32″ O) | Fachhallenhaus         | Der Rohlfsche Hof in Neuenbrook war ein unter Denkmalschutz stehender Bauernhof, der im 17. Jahrhundert erbaut wurde und 1975 abbrannte. | Fotos hochladen |

## Quelle
- Liste der Kulturdenkmale in Schleswig-Holstein – Kreis Steinburg

- Karte mit allen Koordinaten:
- OSM |
- WikiMap